# سارة بودري
سارة بودري هي متسابقة بياثل كندية، ولدت في 19 مارس 1994 في برينس جورج في كندا.

## وصلات خارجية
- سارة بودري على موقع IBU (الإنجليزية)
- سارة بودري على موقع اللجنة الأولمبية الدولية (الإنجليزية)
- سارة بودري على موقع أوليمبيديا (الإنجليزية)
- سارة بودري على موقع اللجنة الأولمبية الكندية (الإنجليزية)